# Gladwin (Michigan)
Gladwin è un comune degli Stati Uniti d'America, situato nello Stato del Michigan, nella Contea di Gladwin, della quale è anche il capoluogo.